# Patandzsali
Patandzsali vagy másképp Patanydzsali (szanszkrit: पतञ्जलि, tamil: பதஞ்சலி, angol átírás: Patanjali) egy indiai név. Az ő neve alatt jelent meg a Jóga-szútrák, a jóga rendszerének az egyik fő, klasszikus és legeredetibb forrásszövege, ezért a jóga atyjának is nevezik.

## Művei
Több fontos szanszkrit mű keletkezett e név alatt, amely egy vagy több szerzőt jelöl. 
A fontosabb művek, amelyek a Patandzsali névhez köthetők:
- Mahábhásja (szanszkrit: महाभाष्य, latin átírás: Mahābhāṣya), Pánini szanszkrit nyelvtanának magyarázata
- Jóga-szútrák
- Csaraka szamhitá, egy, az ájurvéda területén alkotott mű

## Élete
Életéről igen keveset tudunk, többnyire csak legendák maradtak fenn róla. 
Feltételezések szerint a Kr. e. 2. század és a Kr. u. 5. század között élt vagy éltek e személy(ek).
A hagyomány szerint Patandzsali, a Jóga-szútrák szerzője misztikus képességekkel (sziddhik) rendelkezett.

## A névhez köthető művek

### Magyarul
- Pressing Lajos: A yoga-meditáció sajátosságai. Patanjali yoga-sutrái alapján; Buddhista Misszió, Bp., 1986
- Isvara Krsna: A számvetés megokolása / Patanjali: Az igázás szövétneke; ford., jegyz. Farkas Attila Márton és Tenigl-Takács László; Tan Kapuja Buddhista Főiskola, Bp., 1994
- Dhammapada. Az erény útja / A megszentelődés Pátandzsala útja; ford., jegyz. Fórizs László; Farkas Lőrinc Imre, Bp., 1994
- Kónyi Sándor: Patandzsali jógája és a Biblia egymást magyarázzák; szerzői, Szentes, 1999
- Szvámí Vivékánanda: Rádzsa-jóga, avagy belső természetünk meghódítása. Ford.: Malik Tóth István. Lazi, Szeged, 2006.
- Patanjali: A jóga vezérfonala; ford., jegyz. Fórizs László; 2. jav., bőv. kiad.; Gaia, Bp., 2002
- Papp József: A jóga meditatív hagyománya Patandzsali "Jóga szútrái"; szerzői, Miskolc, 2016
- Patanjali jóga szútrák pszichológiája. Patanjali Rishi és Dvaipáyana Vyása nyomán; ford., szöveg, melléklet Bakos Attila és Bakos Judit Eszter; Danvantara, Bp., 2017 + CD
- Edwin F. Bryant: Patandzsali Jóga-szútrája. Fordította: Pintér Ferenc. L'Harmattan Kiadó, 2025.

## Fordítás
- Ez a szócikk részben vagy egészben  a   Patanjali című angol Wikipédia-szócikk fordításán alapul.  Az eredeti cikk szerkesztőit annak laptörténete sorolja fel. Ez a jelzés csupán a megfogalmazás eredetét és a szerzői jogokat jelzi, nem szolgál a cikkben szereplő információk forrásmegjelöléseként.